# Alessandro Cosentini
Alessandro Cosentini (Rossano, 19 febbraio 1986) è un attore italiano.

## Biografia
Calabrese, si diploma all'Accademia d'Arte drammatica "Silvio D'Amico" di Roma.
Dopo aver recitato in vari spettacoli teatrali, al cinema è nel cast del film Assolo diretto da Laura Morante. Recita anche in diverse serie televisive, fra le quali L'allieva e Che Dio ci aiuti, oltre al film tv Rocco Chinnici (con Sergio Castellitto).
Particolarmente attivo nelle soap opera, nel 2016 è nel cast dell'ultima stagione di CentoVetrine, su Canale 5, dove interpreta il personaggio di Vincent Saint Germain. Dal 2019 è fra i personaggi di Il paradiso delle signore, di Rai 1, dove interpreta Cosimo Bergamini, presente nella terza, quarta e quinta stagione.

## Filmografia

### Cinema
- Assolo, regia di Laura Morante (2016)

### Televisione
- Fuoco amico TF45 - Eroe per amore, regia di Beniamino Catena – serie TV, prima puntata (2016)
- CentoVetrine, di registi vari – soap opera (2016)
- Che Dio ci aiuti 4, regia di Francesco Vicario – serie TV, episodio 11 "Un'altra occasione" (2017)
- Rocco Chinnici - È così lieve il tuo bacio sulla fronte, regia di Michele Soavi – film TV (2018)
- Il paradiso delle signore, di registi vari – soap opera (2018-2021)
- L'allieva 3, di registi vari – serie TV, episodio 6 "Il ritratto" (2020)
- Buongiorno, mamma! - seconda stagione, regia di Alexis Sweet e Laura Chiossone – serie TV (2023)

### Cortometraggio
- Recherche, regia di Andrea Belcastro (2017)
- Prenditi cura di me, regia di Mario Vitale (2018)

### Videoclip
- La verità, di Brunori Sas (2016)